# 奇雲·甘美路
奇雲·甘美路（Kevin Gameiro，1987年5月9日—）是一名已退役法國足球運動員，曾效力於法甲球會斯特拉斯堡，司職前鋒，間中也能夠串演翼鋒。甘美路曾經進入過不同年齡層的法國青訓梯隊，並代表法國國家隊參與2012年歐洲國家盃外圍賽階段賽事。

## 球會生涯

### 早期
奇雲·甘美路出生在法國巴黎以北35公里的瓦茲省桑利斯小鎮，8歲起在離家不遠的球隊“ES Marly-la-Ville”接受足球訓練。踏入13歲，甘美路改往皮卡第大區的另一支球隊“US Chantilly”學法，雖然他的身材較其他同齡孩子要矮和瘦削，但在比賽裡卻流露出很高的射門天賦，令斯特拉斯堡名宿兼球探德古柏魯留下深刻印象，稍後便把甘美路極力引薦給自己的母會。2002年，源於德古柏魯的賞識，15歲的奇雲·甘美路來到法國最東面的阿爾薩斯地區，加入經常徘徊在法甲與法乙聯賽之間的當地老牌球會——斯特拉斯堡。

### 斯特拉斯堡

#### 2005/06
在斯特拉斯堡青訓系統的鍛鍊底下，甘美路在球會裡逐漸顯露出優厚的潛質，很快便獲得教練團由U-16提升到U-19組別。2005年，當初對甘美路有知遇之恩的德古柏魯出山再次擔任斯特拉斯堡領隊，馬上就將其親手發掘的甘美路提拔到球會的一線隊，18歲的甘美路隨即迎來職業生涯的第一次上陣機會。2005年9月10日，在對巴黎聖日耳門比賽的第59分鐘奇雲·甘美路後備披甲上陣，完成首次法甲聯賽亮相，但球隊最終以一球落敗。
稍後，在12月14日的歐洲足協盃第四輪分組賽，有見於球隊已經提早出線，領隊德古柏魯在對塞爾維亞的貝爾格萊德紅星時進行輪換，派出大量年青球員和副選上陣，甘美路亦是其中之一。首度在歐洲賽事登場，甘美路徹底展現出自己的射手觸覺和頑強鬥志，於球隊早早落後兩球的情況下，甘美路先在第79分鐘射入個人處子入球，更在補時階段壓哨建功，為球隊把比分扳平2-2。這場和局使斯特拉斯堡順利首名出線，球隊之後接連晉級，直止十六強淘汰賽兩回合計2-4敗於瑞士球會巴素利才告出局。歐洲處子戰三星期後，斯特拉斯堡在法國盃4球大勝南錫，甘美路延續勇態，在比賽中梅開二度。
相比起來，聯賽入球則更考驗到甘美路。他一直等到2006年2月4日方取得自己的第一個法甲入球，但無助球隊作客1-2敗在朗斯手中。不幸接踵而至，三週之後，甘美路的賽季因為重傷而赫然提早終結，特魯瓦中場布萊斯·古瓦斯的一次粗野鏟球導致甘美路在場中倒地不起，及後證實為膝部韌帶斷裂，整個復康進程需要至少六個月時間，對他正起步的職業生涯來說無疑是一次打擊。因為養傷的關係，使甘美路錯過在法蘭西體育場與里昂一決高下的甘巴德拉盃（Coupe Gambardella）決賽，只可以在場內當個觀眾目睹斯特拉斯堡U-19的隊友們擊敗對手，高舉這項在法國歷史悠久的青年級別錦標賽。
總的來說，甘美路初試啼聲的2005/06賽季表現相當不俗。然而，他所屬的斯特拉斯堡過多地注重歐洲足協盃和其他本土盃賽，使到球隊分身不暇在法甲敗仗連連，結果在聯賽榜排名尾二，翌季要降班法乙作賽。

#### 2006/07
由於膝部的傷勢復康需時，甘美路待到2006年9月19日方能夠重返球場在法國杯賽事上陣對歐塞爾，但當日的比賽上甘美路因為狀態不足而顆粒無收，未能挽回球隊2球落敗的命運。當時甘美路的恩師德古柏魯已經下台，球隊改由昔日法國國家隊傳奇射手柏賓執教，他對甘美路的射門技巧作出不少建議和幫助，但替甘美路尋回射門鞋的任務之後還再持續了兩個月的時間，直到在法乙面對弱旅伊斯特時甘美路才艱難地攻入季度的首個入球。餘下的賽季裡，甘美路的身份徘徊在主力和後備之間，並於聯賽和各盃賽上再增添多5個入球。當季斯特拉斯堡整體走勢不錯，最後拿下法乙季軍，順利地升回甲組聯賽 。

#### 2007/08
2007/08賽季是甘美路首個完整的職業季度，在法甲近乎全勤地上陣34場取得6個入球和3次助攻。相較前兩季，出場次數雖然變得頻密，入球數卻沒有理想的相應增幅。開季初段，甘美路在對歐塞爾和圖盧茲的連續兩週比賽破網。但季中的狀態回落令他只能再進帳了兩個入球。到了季尾是斯特拉斯堡爭取留級法甲的最後直路，甘美路的射門也稍有起色，在聯賽倒數第二週和收官戰對陣卡昂和馬賽時分別建功，可惜的是甘美路未能力挽狂瀾，兩場比賽都是落敗收場。斯特拉斯堡逗留法甲短短一季後便怱怱降班，令甘美路不得不考慮考慮自己的前途，作離隊他投的打算。

### 羅連安特

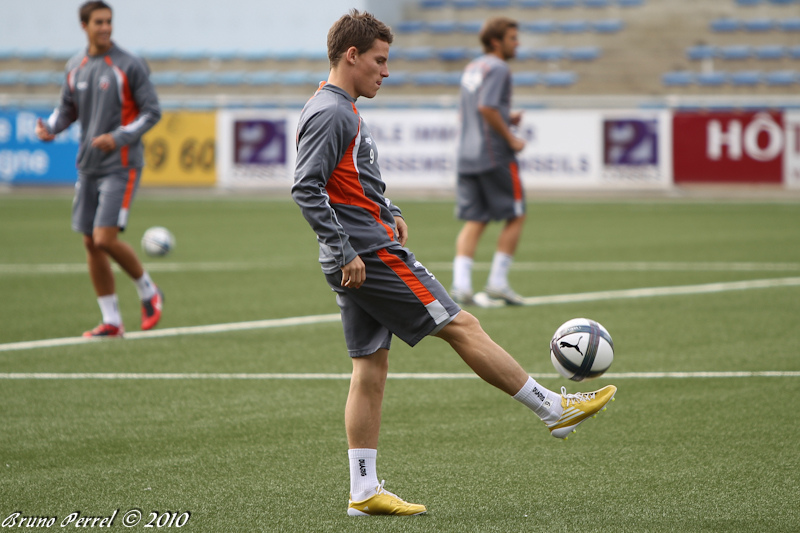
奇雲·甘美路出道之初於中小型球會羅連安特打響名堂。

#### 2008/09
2008年夏天，雖然傳統勁旅馬賽有意羅致，但奇雲·甘美路最終選擇了加盟規模較小、扎根於西北部布列塔尼大區的另一支法甲球隊羅連安特，並於2008年6月17日正式簽訂為期四年的合約，斯特拉斯堡在是次交易中得到300萬歐羅的轉會收益。甘美路在這支1995年才躋身職業足球行列的法甲下游球會，不但得到象徵首席前鋒的9號球衣，而且還獲得法國本土資深領隊老哥古夫的悉心指導。在他的安排下，甘美路和老將華希·路亞組成前線拍檔，兩人的身高都只有172公分，如此矮小靈活的組合在法甲之中可算是別樹一幟。
2008年8月9日，甘美路代表新東家首度披甲，踢足全場之餘協助球隊1球小勝勒芒；兩星期後，便於對華倫西恩斯的比賽裡射入在羅連安特的第一個入球。接下來的不列塔尼打吡，甘美路在第77分鐘為球隊錦上添花，結果大勝宿敵南特3-0。隨後一個月，甘美路連續兩場法甲比賽進球，使羅連安特打出一段聯賽四場不敗的走勢。法國盃方面，羅連安特憑藉他先後在64強以及32強淘汰賽射門建功而昂然晉級 。甘美路一時間入球停不了，踏入2009年初，在索察、格洛堡、馬賽以及南錫身上紛紛取得入球，對後者時更是梅開二度。
整季下來，甘美路總共在法甲上陣37場，射入11球外亦錄得8次助攻（聯賽助攻榜第二位），使羅連安特以積分榜第10位的身份完成法甲賽事，締造了該地區球隊自1927年創立以來在頂級聯賽中的排名新高。

#### 2009/10
這季甘美路的表現更進一步而且發揮更加穩定，全個賽季的入球分佈平均，並沒有出現過入球荒的情況。
在2009年8月8日開季第一場法甲比賽，甘美路就攻入一球，幫助球隊2-1力挫對手里爾取得開門紅；聯賽第二輪，羅連安特被升班黑馬蒙彼利埃殺得措手不及，幸得甘美路第68分鐘先追一球，加上隊友中堅哥斯尼完場前頭搥破門才可為球隊扳平2-2。一個月後，甘美路對南錫和格洛堡的連續兩場比賽破門，羅連安特因而兩戰皆捷。兩週之後，羅連安特4-1大勝尼斯，甘美路於第89分鐘鎖定賽果。10月7日羅連安特5球擊潰另一支升班馬布羅尼，徹底展露出球隊的攻力，甘美路在是役個人獨取兩球。21日後的比賽裡面，羅連安特下半場遭到格洛堡反擊而以1-2落後，但甘美路未有放棄，終於在補時第2分鐘的時候把握僅有機會射門得手；藉他扳平對手的和局，為羅連安特在積分榜上升至全季最高的第5位。
2010年1月26日，奇雲·甘美路射入全場唯一入球，在法國聯賽盃爆冷地把里昂淘汰出局 。兩星期後，羅連安特在巴黎王子球場3-0橫掃主隊巴黎聖日耳門，甘美路的名字也出現在得分表上。隨後一週，他在與圖盧茲1-1握手言和的比賽中入球。
除了平穩而無間斷的入球演出受盡讚賞外，法國本土射手的身份也讓奇雲·甘美路在2010這個世界盃年份格外受到民眾歡迎。總計全季聯賽出場35次裡面17次攻破對手大門，並為隊友送出6個助攻；甘美路在射手榜上僅落後於馬賽隊的塞內加爾籍外援尼安1球而屈居銀靴，但仍憑著17個入球成為了當季法甲本土最佳射手。

### 巴黎聖日門

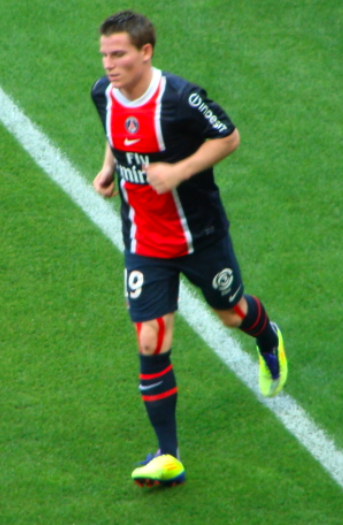
成名之後，甘美路毅然轉投國內傳統班霸巴黎聖日門。

接下來，甘美路決定接受他球員生涯前所未有的挑戰，加盟一支具備冠軍競爭力的傳統豪門。2011年6月10日，有法國媒體報導指首都球會巴黎聖日門已經與羅連安特就奇雲·甘美路的轉會達成了共識。雖然較早時候英格蘭球會紐卡素據報亦曾經對甘美路提出收購，但球員本人在一次訪問中表示自己一旦轉會，只會屬意巴黎聖日門或者西甲的華倫西亞為新東家。6月12日，在經過體能檢測以後，巴黎聖日門正式對外公佈成功羅致甘美路。雙方簽約4年半，轉會金額是1,100萬歐元，並有可能在日後隨著一些細節條款落成而上調；他在巴黎披上19號的新球衣。

## 國家隊生涯
甘美路曾經入選過不同年齡層的法國國家青年隊，包括U-18、U-20和U-21。他第一次身披法國球衣是2004年10月29日的事，當時他正在一場友誼賽中代表法國U-18與俄羅斯隊交手，而兩日後對俄羅斯的次回合也就是他僅有的另一次U18經驗。
不過，真正讓奇雲·甘美路揚名中外，並得以在法國國家足球系統立足的是2007年的土倫盃邀請賽。當屆法國在該項1967年起舉辦的國際賽事上派出U-20代表隊應戰，甘美路便是其中一員，那時他還藉藉無聞，和拉米、法堤和艾當等隊友相比名氣也小得多。但甘美路卻憑著4場入5球的表現而成為了整個賽事的主角；第一球是在分組對手科特迪瓦身上取得的，第二球則是準決賽對葡萄牙時的全場唯一入球。來到決賽甘美路面對的是中國奧運隊，上半場第33分鐘他已經連進三球，最終以這個帽子戲法協助球隊以3-1取勝。特別的是他三次入球的方式都各有不同，包括門前近距離補中、禁區外的遠射，以及一次高速突破後把握單刀機會破網，由此可見其射門技術全面。賽後，甘美路獲得賽會的最佳球員（Player of the Tournament）獎項。
2008年3月26日是甘美路晉身U-21後的首次演出，在對捷克的友誼賽上射入球隊的第三個入球，助球隊最終4-1大勝對手。隨後他又得到U-21徵召入2009年歐青賽外圍賽附加戰對德國的大軍，但這次他在兩回合的比賽都沒有被教練派遣上場，法國隊也以總比分1-2落敗。
2010年南非世界盃前夕，甘美路在當季法甲聯賽的發揮一鳴驚人，因而傳出法國國家隊教練杜明尼治有意在3月3日一場對西班牙的友賽上嘗試起用他，可惜因為臨時的輕傷而未能成事。葡萄牙隊教練基羅斯有見及此，在4月初公開表明想把甘美路招攬到旗下。這是由於甘美路的祖父是葡萄牙人，按國際足協的規例下他擁有葡萄牙血統，而且從未曾為法國成年國家隊上陣；因此完全有權更換其足球戶籍。基羅斯在受訪時形容甘美路是一個有趣的球員，並說非常樂意和他坐下來商討代表葡萄牙隊上陣的可能性。對此，球員方面回應說自己與葡萄牙沒有任何連繫，因此較為願意代表法國隊比賽。雖然之後再有葡萄牙報導指甘美路回心轉意，如獲基羅斯徵召會認真考慮，但最終無論是法國抑或葡萄牙的世界盃參賽名單之上，均沒有奇雲·甘美路這名字。隨著法國隊在世界盃上發生內訌事件，導致球隊在分組中以1和2負的成績敬陪末席之後，國家隊新教練白蘭斯上台；他在8月份公佈的任內第一份名單上選入奇雲·甘美路，意味甘美路很可能參與隨後整個2012年歐洲國家盃外圍賽階段。
2010年9月3日，甘美路在歐洲國家盃外圍賽分組首戰對白俄羅斯時在第79分鐘被調派上場，但未能助球隊扭轉0-1的敗局。這是甘美路為法國成年國家隊的首次上陣，同時象徵他的國家隊戶籍懸案已經塵埃落定，因為他已經喪失入選葡萄牙隊的資格。

## 榮譽

### 俱樂部
巴黎圣日耳曼
- 法甲：2012年-13年冠軍

西維爾
- 歐霸盃：2013-14冠軍,2014-15冠軍,2015-16冠軍

馬德里體育會
- 歐霸盃：2017-18冠軍

## 外部連結
- （法文） 個人簡介at fclweb.fr（页面存档备份，存于）
- （法文） 奇雲·甘美路 – 法國職業足球聯賽数据 – 支持法语（已存档）